# Chessel
Chessel (toponimo francese) è un comune svizzero di 395 abitanti del Canton Vaud, nel distretto di Aigle.

## Monumenti e luoghi d'interesse
- Chiesa riformata di San Nicola, eretta nel X secolo e ricostruita nel XIII-XIV secolo[2].

## Società

### Evoluzione demografica
L'evoluzione demografica è riportata nella seguente tabella:
Abitanti censiti

## Amministrazione
Ogni famiglia originaria del luogo fa parte del cosiddetto comune patriziale e ha la responsabilità della manutenzione di ogni bene ricadente all'interno dei confini del comune.